# Stephen Hague
Stephen Hague (* 1960 in Portland, Maine) ist ein US-amerikanischer Musikproduzent und Songschreiber.

## Leben
Stephen Hague begann seine Musikkarriere ab Mitte der 1970er-Jahre als Session-Keyboarder, etwa für Ric Ocasek und Walter Egan. Zeitweise war Hague auch Mitglied von Jules and the Polar Bears, der Band des Musikproduzenten und Songwriters Jules Shear. 1980 wurde Hague selbst Musikproduzent und arbeitete die folgenden Jahre vor allem mit Independent-Musikern wie Gleaming Spires. Deren von Hague produziertes Lied Are You Ready for the Sex Girls? entwickelte sich zu einem Radiohit im Raum Los Angeles und wurde in mehreren Filmen verwendet. Einen ersten großen Hit hatte er 1983 als Produzent und Mitautor des Liedes (Hey You) The Rock Steady Crew von der Rock Steady Crew.
Zwei große Erfolge verzeichnete Hague im Jahr 1985, als er für Orchestral Manoeuvres in the Dark deren sechstes Studioalbum Crush sowie für die Pet Shop Boys ihr Debütalbum Please mit dem darin enthaltenen Hit West End Girls produzierte. Als Autor war Hague dabei zusätzlich an dem OMD-Hit So in Love und an Love Comes Quickly von den Pet Shop Boys beteiligt. Danach stieg Hague zu einem international gefragten Produzenten auf, der insbesondere mit britischen Bands dieser Zeit arbeitete. Für New Order produzierte er etwa die Lieder True Faith, Bizarre Love Triangle, Round and Round und World in Motion; für Erasure deren dritten Album The Innocents (unter anderem mit dem Hitsong A Little Respect), das Erasure den endgültigen Durchbruch brachte. Mit den Pet Shop Boys folgten eine weitere Zusammenarbeit bei mehreren Titeln des Albums Actually, darunter dem Hit What Have I Done to Deserve This?. Im Laufe seiner Karriere arbeitete Hague mit weiteren Musikkünstlern wie Public Image Ltd, Jimmy Somerville, Climie Fisher, Peter Gabriel, Melanie C, The Pretenders, Blur, A-ha, Robbie Williams, Tom Jones und Robbie Robertson.
Als Filmkomponist war Hague 1987 an dem Teenager-Film Ist sie nicht wunderbar? (Originaltitel Some Kind of Wonderful) sowie dem dazugehörigen Soundtrack-Album beteiligt.
Hagues Stil wurde als „üppiger, vielschichtiger Sound“ mit gelegentlichen zackigen Stellen beschrieben. Hague selbst zählt dabei Todd Rundgren, The Beach Boys und den deutschen Krautrock zu seinen Einflüssen. Auch wenn sein Stil in den 1990er-Jahren aus der Mode kam und er deutlich seltener an Hits beteiligt war, ist er bis heute als Produzent aktiv. 2022 war er einer der Autoren an dem Hit About Damn Time von Lizzo, der u. a. Platz 1 der US-Charts erreichte.

## Diskografie
Autorenbeteiligungen
- 1997: Mariah Carey – Honey